# زیر درخت یوم یوم
زیر درخت یوم یوم (انگلیسی: Under the Yum Yum Tree) فیلمی در ژانر کمدی رمانتیک به کارگردانی دیوید سوئیفت است که در سال ۱۹۶۳ منتشر شد.

## بازیگران
- جک لمون
- کرول لینلی
- دین جونز
- ادی آدامز
- ایموجین کوکا
- رابرت لانسینگ
- رابرت لانسینگ